# Campeonato Panamericano de Hockey sobre Patines de 2011
El VIII Campeonato Panamericano de Hockey sobre Patines se celebró en la ciudad argentina de Rosario entre el 9 y el 12 de marzo de 2011 con la participación de cuatro Selecciones nacionales masculinas de hockey patines, en el marco de los quintos Campeonatos Panamericanos de Patinaje, junto a otras modalidades de este deporte.

## Equipos participantes
Participaron cuatro de las seis selecciones nacionales que habían disputado el anterior campeonato de 2005, con las ausencias de Estados Unidos y México.
| Argentina (1) |
| Chile (2)     |
| Colombia (3)  |
| Uruguay (5)   |

## Primera fase
La primera fase del campeonato se disputó mediante sistema de liga a una sola vuelta entre todos los participantes, obteniendo tres puntos el ganador de cada partido, un punto en caso de empate, y cero puntos el perdedor del partido.
Los dos primeros clasificados pasaron a disputar la final, y los dos restantes pasaron a disputar el tercer puesto del campeonato.
|           | ARG | CHI   | COL   | URU    |
| --------- | --- | ----- | ----- | ------ |
| Argentina | –   | 2 – 2 | 5 – 0 | 20 – 0 |
| Chile     |     | –     | 7 – 3 | 10 – 1 |
| Colombia  |     |       | –     | 10 – 0 |
| Uruguay   |     |       |       | –      |

### Clasificación
| Equipo    | Pts. | PJ | PG | PE | PP | GF | GC | DG  |
| --------- | ---- | -- | -- | -- | -- | -- | -- | --- |
| Argentina | 7    | 3  | 2  | 1  | 0  | 27 | 2  | 25  |
| Chile     | 7    | 3  | 2  | 1  | 0  | 19 | 6  | 13  |
| Colombia  | 3    | 3  | 1  | 0  | 2  | 13 | 12 | 1   |
| Uruguay   | 0    | 3  | 0  | 0  | 3  | 1  | 40 | -39 |

## Fase final

### Tercer y cuarto puestos
- Colombia 5-4  Uruguay

### Final
- Argentina 3-2  Chile

## Clasificación final
| 1. Argentina |
| 2. Chile     |
| 3. Colombia  |
| 4. Uruguay   |

| Predecesor: Campeonato Panamericano 2005 | Campeonato Panamericano de Hockey sobre Patines 2011 | Sucesor: Campeonato Panamericano 2018 |